# Metope
Na mitologia grega, Metope (em grego, Μετώπη) foi uma ninfa de rio, filha do deus-rio Ladão e esposa do deus-rio Asopo, com quem teve dois filhos (Pelasgo ou Pelagon, e Ismeno) e várias filhas.
Pseudo-Apolodoro diz que Metope e Asopo tiveram vinte filhas, e menciona Egina e Salamina. Diodoro Sículo diz que eles tiveram doze filhas, e as lista como Córcira, Salamina, Egina,  Peirene, Cleone, Tebas, Tânagra, Tespeia, Asopis, Sinope, Ornia e Cálcis.
Metope também é mencionada no Olympian VI.84 de Píndaro.